# Negaigoto
«Negaigoto'» (ねがいごと?) es el tercer sencillo de la cantante japonesa Ami Suzuki bajo Avex. Fue lanzado al mercado el día 17 de agosto del año 2005 bajo el sello avex trax.

## Detalles
Este fue el primer sencillo balada de Ami Suzuki en Avex. Lo principal que llamó la atención de este sencillo fue su vídeo musical, que entre fanáticos y foros de discusiones a nivel internacional causó algo de conmoción por algunas comparaciones al vídeo musical de "alterna" de Ayumi Hamasaki. Para el vídeo musical fueron usados más recursos que quizás en ningún otro trabajo visual de la artista, donde por primera vez se veían efectos especiales como el hecho de hacer a Ami volar por las calles de la ciudad.
Al igual que los sencillos anteriores fue lanzado en formatos CD y CD+DVD Las versiones de ambas del disco eso sí contienen las mismas canciones, y el material audiovisual es el vídeo del tema y también imágenes de detrás de cámara de la grabación de éste.
El lado B del sencillo, "Times", fue utilizado en el comercial para productos del hogar de la empresa N'STREET. Este se convirtió en la primera oferta de realizar un comercial para Ami desde el gran éxito que poseía entre 1999 y el 2000. Una versión remezclada de esta misma canción más delante sería incluida dentro del sencillo "AROUND THE WORLD".

## Canciones

### CD
1. «Negaigoto» (ねがいごと?)
2. «Times»
3. «Negaigoto» (ねがいごと?) ～Electronic Remix～
4. «Negaigoto» (ねがいごと?) ～Dub's The wish was fulfilled Remix～
5. «Negaigoto» (ねがいごと?) (Instrumental)
6. Times (Instrumental)

### DVD
1. «Negaigoto» (ねがいごと?) (Videoclip)
2. «Negaigoto» (ねがいごと?) (Making)

- Datos: Q3125209